# Bracon eupatorii
Bracon eupatorii är en stekelart som beskrevs av Jean-Jacques Kieffer och Jörgensen 1910. Bracon eupatorii ingår i släktet Bracon och familjen bracksteklar. Inga underarter finns listade.